# Szczecinek (comune rurale)
Szczecinek è un comune rurale polacco del distretto di Szczecinek, nel voivodato della Pomerania Occidentale.
Ricopre una superficie di 510,21 km² e nel 2005 contava 10 145 abitanti.
Il capoluogo è Szczecinek, che non fa parte del territorio ma costituisce un comune a sé.